# Barbara Kelly
Pour les articles homonymes, voir Kelly.
Barbara Kelly (née en 1924 et décédée en 2007) est une actrice canadienne.

## Biographie
Barbara Kelly naît le 5 octobre 1924 à Vancouver, au Canada. Elle se marie à l'âge de 17 ans avec l'acteur Bernard Braden (en) avec qui elle aura 3 enfants, dont l'actrice Kim Braden.
Elle décède du cancer le 14 janvier 2007 à Hampstead, en Angleterre.

## Filmographie

### Cinéma
- 1977 : Lust of a Eunuch : la mère de Lu Ta
- 1959 : Jet Storm : Edwina Randolph
- 1959 : The Flying Fontaines : Margie
- 1953 : Glad Tidings : Kay Stuart
- 1953 : Love in Pawn : Jean Fox
- 1952 : Castle in the Air (en) : Mme Clodfelter Dunne
- 1951 : L'Inconnue des cinq cités (A Tale of Five Cities) : Lesley
- 1950 : L'Aigle du désert : la fille du harem

### Télévision
- 1981 : Magnum : une femme sur un bateau (1 épisode)
- 1978 - 1980 : Hawaï police d'État : 3 différents rôles
- 1978 : Pearl (en) : la première épouse (3 épisodes)
- 1976 : Alien Attack : Voix de l'ordinateur
- 1975 : Cosmos 1999 : Voix de l'ordinateur (1 épisode)
- 1968 : B and B : Barbara (8 épisodes)
- 1962 : No Hiding Place (en) : Lynette Cherry (1 épisode)
- 1960 : The Texan (en) : Ruth (1 épisode)
- 1960 : The Rolling Stones
- 1957 : Armchair Theatre : Hilda Morgan (1 épisode)
- 1955 : ITV Television Playhouse : Ann (1 épisode)
- 1951 : BBC Sunday-Night Theatre : Roberta Croy (1 épisode)
- 1951 : An Evening at Home with Bernard Braden and Barbara Kelly : Barbara (2 épisodes)
- 1950 : Carissima : Lisa Marvin